# 奥田美香子
奥田 美香子（おくだ みかこ、1973年3月2日 - ）は、元福岡放送の女性アナウンサー。

## 来歴・人物
生まれは東京都江戸川区。千葉県立千葉東高等学校を経て白百合女子大学卒業後入社。
入社半年後から2000年3月までの4年半に渡って、古賀ゆきひとと共に『めんたいワイド』の司会を担当。この間、CM不正問題による民放連会員資格停止処分が下され、“社の顔”として非難の矢面に立たされた時期があった。しかしそのことで、かえって福岡に根を下ろす決意を固めることとなった。その後は基本的に情報系統の担当となり、2004年1月には中継リポーターとして3年9か月ぶりに『めんたいワイド』復帰を果たした。
2006年に結婚、2010年に妊娠。8月25日に担当していた『ズームイン!!SUPER』「ズーム流」コーナーにおいて9か月に入ったことを明らかにし、『24時間テレビ』終了を待って出産・育児休暇に入った。ぎりぎりまで働いたこともあり産休入り後ほどなく出産、ほぼ1年育児に専念し、2011年10月から仕事を再開した。
2013年10月をもって、育児に専念するため福岡放送を退社。但し、これまで出ていた「FBS金曜トレビアン」「めんたいワイド」の番組出演は引き続き行う。

## エピソード
運動神経に恵まれた方であり、それゆえ担当番組では体を張ったリポートをする機会も多かった。そのせいか、見てわかる程度に日焼けをしている。また妊娠前は、持ち運び可能なトレーニング用具をいつも持参しており、空き時間の合間にトレーニングを行っていた。
- 『ズームイン!!SUPER』ではスキューバダイビングをしながらリポート。
- 『めんたいワイド』では福岡市西区の能古島から愛宕浜まで生放送中に遠泳。
- 一方でレスキュー隊のオレンジの服に身を包んで訓練に参加していたのだが、隊長から「下半身のチャックが開いている」ことを指摘され、恥ずかしさのあまり座り込んでしまったことがある。

## 担当中の番組
- FBS金曜トレビアン 進行（2006年4月7日から。産休期間は2010年9月から翌年同月まで）
産休入りで後輩の齊藤直史、秋本ゆかりコンビが定着していたため、そこに割って入り復活という形となった。ただし齊藤とは産休前も組んでいた。

## 過去の担当番組
- ズームイン!!朝!・ズームイン!!SUPER・ズームイン!!サタデー 福岡・佐賀担当キャスター
- めんたいワイド（本文参照）